# Dubbeltandad barkborre
Dubbeltandad barkborre (Ips duplicatus) är en skalbaggsart som först beskrevs av Sahlberg 1836.  Dubbeltandad barkborre ingår i släktet Ips, och familjen vivlar. Arten är reproducerande i Sverige.